# Девель, Жюль Поль
Жюль Поль Девелль (1845—1919) — французский политик.
Будучи адвокатом, состоял секретарем Жюля Греви; позже был супрефектом и префектом. Избранный в 1877 г. членом палаты депутатов, он примкнул к республиканской левой. В 1879 г. назначен был товарищем министра внутренних дел и эту же должность занимал в кабинете Фрейсине 1882 г.
В следующем году Девель был избран президентом группы «демократического союза» вместо Карно. В марте 1885 г., тотчас после получения известия о неудаче Тонкинской экспедиции, Девель обратился к Ферри с предложением подать в отставку. После общих выборов 1885 г. Девель был избран вице-президентом палаты депутатов, а в министерстве Фрейсине 1886 г. занял пост министра земледелия. Этот пост он занимал и в следующем кабинете Гобле (1886—87), а также в министерствах Фрейсине (1890—92), Лубе и Рибо.
При реорганизации кабинета Рибо в январе 1893 г. Девелю поручено было министерство иностранных дел, которое он удержал и в новом кабинете Дюпюи (апрель 1893). Заведуя министерством земледелия, Девель принимал деятельное участие в пересмотре таможенного тарифа и в выработке законопроекта о земледельческих синдикатах.